# Kreisgericht Šalčininkai
Das Kreisgericht Šalčininkai (litauisch Šalčininkų rajono apylinkės teismas) ist ein Kreisgericht mit vier Richtern in Litauen. Das zuständige Territorium ist die Rajongemeinde Šalčininkai. Das Gericht der 2. Instanz ist das Bezirksgericht Vilnius. Im Gericht arbeiten drei Gerichtsverhandlungssekretärinnen, zwei Richtergehilfen, eine Büroleiterin, eine Gerichtsfinanzistin, eine Sekretärin der Gerichtsverwaltung, eine Bürospezialistin, ein Archivar, ein Informatiker, zwei Dolmetscher und ein Leiter der Haushaltsabteilung.
Adresse: Vilniaus g. 58, Šalčininkai.

## Leitung
Gerichtspräsident
- Tatjana Juvko
- 2014: Viktor Voicechovski